# Meriola macrocephala
Meriola macrocephala is een spinnensoort uit de familie Trachelidae.
De wetenschappelijke naam van de soort werd in 1849 als Clubiona macrocephala gepubliceerd door Hercule Nicolet. De naam werd lange tijd als een nomen dubium beschouwd, maar door María Eugenia González Márquez, Cristian José Grismado en Martín Javier Ramírez in 2021 als naam voor een soort geaccepteerd, die op grond van de prioriteitsregel de naam Meriola barrosi moest vervangen.

## Synoniemen
- Meriola barrosi Mello-Leitão, 1951